# Молочай северный
Молоча́й се́верный (лат. Euphórbia boreális) ― травянистое многолетнее растение; вид рода Молочай семейства Молочайные (Euphorbiaceae).
Описан К. С. Байковым в 1996 году во «Флоре Сибири», том 10.

## Распространение
Растёт в светлохвойных и мелколиственных лесах, закустаренных луговых склонах.
Встречается в Сибири, на Алтае, Дальнем Востоке, в Казахстане (Восточно-Казахстанская область), в Северной Монголии и Китае (Синьцзян-Уйгурский район).

## Морфология
Главный корень вертикальный, тонкий, древеснеющий. Каудекс не выражен.
Стебли 20 — 40 см высотой. Генеративные побеги ортотропные, одиночные, простые или с короткими вегетативными боковыми побегами, всегда голые. Стебли тонкие, 1 — 1,5 мм диаметром, в основании розоватые, гладкие, цилиндрические.
Низовые листья мелкие, чешуевидные, бурые. Срединные листья 2 — 4 см длиной, 5 — 8 мм шириной, в 4 — 5 раз длиннее своей ширины, тонкие, из клиновидного основания узко-обратнояйцевидные, наиболее широкие в верхней трети, цельнокрайные, тупые; на боковых побегах более узкие. Листья верхней мутовки относительно короткие.
Соцветие зонтиковидное, с 4 — 6(8) простыми, иногда коротко двураздельными лучами верхушечного зонтика. Брактеи из усеченного или сердцевидного основания почковидные, наверху тупые, до 5 — 10 мм длиной и 8 — 15 мм шириной, налегают основаниями друг на друга. Обёртка циатия 2,5 — 3 мм длиной, с яйцевидными, наверху ресничными лопастями, снаружи голая. Нектарники в числе 4 — 5, бурые, коротко двурогие. Столбики тонкие, 1,5 — 2 мм длиной, внизу примерно на 1⁄6 длины сросшиеся, наверху на 2⁄3 длины двураздельные. Рыльца верхушечно-боковые, эллипсоидные.
Коробочки усечённо-шаровидные, 2,5 — 3 мм длиной, 3 — 3,6 мм диаметром, глубоко трёхбороздные, голые, по спинкам мерикарпиев слегка шероховатые. Семена яйцевидные, 1,6 — 1,8 мм длиной, бурые, с тупоконическим восковым сидячим придатком.

## Таксономия
В некоторых источниках синонимом этого вида считают Euphorbia discolor, называя его молочай двуцветный, хотя «discolor» ― «разноцветный», а молочай двуцветный ― это совсем другой вид, Euphorbia bicolor.

Изначально вид был описан К. Ледебуром по уникальным сборам Р. Крузе из окр. Иркутска. Отличительным признаком E. discolor Ледебур указал двуцветную окраску листьев. Позднее авторы сибирской флоры стали понимать этот вид очень широко, в основном благодаря мнению Я. И. Проханова, и поместили в него большинство из сибирских растений, определённых ранее как E. esula. Четко очертить морфологические границы E. esula мешает широкая изменчивость многих признаков этого сборного вида (в широком смысле), а также отсутствие строгой привязки этого названия к типу, поскольку оно присоединено к 3 различным гербарным образцам из коллекции линнеевских типов.

E. borealis — лугово-лесной вид, произошедший от приречно-галечникового азонального E. esula.

По современным представлениям, Euphorbia discolor ― это синоним Euphorbia esula subsp. esula, то есть подвид молочая острого (Euphorbia esula), а Euphorbia borealis ― отдельный вид.